# Второе южнославянское влияние
Второе южнославянское влияние — изменение письменной нормы русского литературного языка и соответствующего извода церковнославянского языка в сторону её сближения с балканскими (болгарскими, в меньшей степени сербскими и румынскими) нормами, происходившее в Северо-Восточной и позднее Северо-Западной Руси в период с XIV по XVI века.
В Западной и Юго-Западной Руси преобладало западнославянское (польско-чешское) влияние, но некоторое влияние южнославянских норм (в основном в церковной литературе) заметно и там.

## История изучения и взгляды на проблему
Впервые вопрос об особенностях русской книжной традиции XIV—XVII веков ставит А. И. Соболевский. Он выделяет ряд изменений (в составе корпуса текстов, в оформлении страницы, в графике и орфографии, стилистические новации), резко отличающих восточнославянские рукописи этого периода от восточнославянских рукописей предыдущих эпох. Соболевский предполагает, что эти изменения произошли под влиянием болгарской письменной традиции и обозначает их термином «второе южнославянское влияние» (под первым южнославянским влиянием при этом подразумевается само создание русской письменности и формирование русской книжной традиции в кирилло-мефодиевский период).
До 60—70-х гг. XX века вопрос о втором южнославянском влиянии остаётся дискуссионным. Отдельные исследователи вообще отрицают такое влияние южнославянских традиций на русский язык. В частности, Л. П. Жуковская, основываясь на материалах псковских рукописей XIV—XVII вв, характеризует изменения книжной традиции этого периода как собственно русское явление — как сознательную попытку архаизировать письменность. Похожего мнения придерживается и Б. А. Успенский: в его интерпретации второе южнославянское влияние выступает как результат деятельности русских книжников, направленный на очищение старославянского языка от накопившихся разговорных элементов.
В конце 1990-х — начале 2000-х появились работы М. Г. Гальченко, опровергающие эту точку зрения. Гальченко связывает второе южнославянское влияние с культурными условиями эпохи и реконструирует распространение этого явления, возводя характерные для него особенности к болгарским источникам.

## Появление и распространение
В XIV веке, с усилением Московского княжества при монголо-татарском иге и с ослаблением Византии, развиваются тесные связи Руси с Афоном, Охридской архиепископией, Вторым Болгарским царством и Печским патриархатом. Трудами митрополита Киприана, болгарина по происхождению, Русская церковь при этом стремится нейтрализовать различия, накопившиеся за время изоляции: создаются новые монастыри, организованные по греческому образцу, то есть действующие на основании Иерусалимского устава (вместо традиционного — Студийского). Для нужд этих монастырей русские паломники создают новые переводы богослужебных книг, а также некоторых ранее неизвестных на Руси текстов, в основном сочинений аскетического содержания.
Переписывая эти переводы и исправляя по их образцу уже переведенные книги, русские книжники начинают распространять новые языковые и оформительские нормы. В 10—20-х годах XV века тексты с признаками второго южнославянского влияния появляются на территории Центральной Руси, а ко второй половине века — в Новгороде, Пскове, Смоленске.
После XV века количество южнославянских элементов в русских текстах снижается, ряд черт уходит совсем. Формируется определённая орфографическая техника, регулирующая употребление новых заимствований. В таком виде русская книжная традиция сохраняется до XVIII века.

## Признаки второго южнославянского влияния

### Графико-орфографические
Минимальный набор признаков (встречается во всех рукописях со следами второго южнославянского влияния; сохраняется до XVIII века):
- написание нейотированных букв в позиции йотированных (а вместо я, э вместо е, ѹ вместо ю);
- последовательное (во всех позициях вида «и перед гласным») употребление і;
- употребление точки с запятой (наряду с точкой употребляется для обозначения паузы, в некоторых рукописях — последовательно ставится в качестве знака вопроса);
- употребление акцентных знаков (кендемы, исо, варии, оксии и др.);
- восстановление паерка;
- восстановление ѣ в неполногласных сочетаниях;
- восстановление жд на месте этимологического *dj;
- восстановление диграфа ѹ или лигатуры ꙋ (ук) на месте у;
- написание ЬI вместо ЪI.

Расширенный набор признаков (встречается только в некоторых рукописях, в основном в сакральных текстах; рано утрачивается):
- употребление ь вместо ъ на конце слова;
- наличие южнославянских написаний слов с корневыми сочетаниями редуцированных с плавными (с буквами ъ, ь после р, л вместо о, е перед р, л, например, зрьцало вместо зерцало);
- употребление буквы ѕ;
- восстановление сочетаний со слоговыми плавными;
- употребление ѣ вместо а после мягких согласных;
- употребление особых букв, указывающих на грамматическую форму слова (например, последовательное употребление ѿ или ѡ вместо о в формах множественного числа);
- использование букв в идеографических целях (употребление о очного (⟨ꙩ⟩) в слове око, о крестового (⟨ꚛ⟩) в слове окрест и т. п.)[4]. См. подробнее в статье «О (кириллица)», раздел «Варианты буквы О в других орфографиях».

### Стилистические и лексические
Формируется новый литературный стиль, получивший условное название «плетение словес». Он сочетает в себе до экзальтации повышенную эмоциональность, экспрессию, с абстрагированием, отвлечённостью богословской мысли[привести пример].
Для этого стиля характерны:
- стремление описать частное через общее и вечное: вместо военных, политических, экономических терминов употребляются описательные обороты; из высоких литературных произведений по возможности изгоняется бытовая лексика, названия конкретных явлений природы данной страны, некоторые исторические упоминания;
- многочисленные аналогии из Священной истории, вплетение в ткань повествования цитат из Библии;
- повышенное внимание к слову: к его звуковой стороне (аллитерации, ассонансы и т. п.), к этимологии (сочетания однокоренных слов, этимологически одинаковые окончания), к тонкостям его семантики (сочетания синонимические, тавтологические и пр.);
- поиски новых средств лексической выразительности: сложносоставные неологизмы, кальки с греческого[6].

### В оформлении рукописей
- появляется новый тип почерков, совмещающий в себе южно- и восточнославянские черты — «младший» полуустав;
- резко возрастает количество сокращённых слов;
- меняется тип орнаментальных украшений: традиционные для русских рукописей XI—XIV вв. тератологические мотивы (изображения фантастических зверей, чудовищ, стилизованных человеческих фигур) сменяются жгутовым (плетёным) или растительным орнаментом в балканском стиле[1].

## Принцип антистиха
В период второго южнославянского влияния в восточнославянской книжности закрепляется антистих — принцип орфографической дифференциации омонимов с помощью синонимичных элементов письма (дублетных букв и буквосочетаний, а также надстрочных знаков, знаков препинания).
Славянские книжники копируют принцип антистиха с соответствующего принципа византийской письменности, однако дают ему другое обоснование. Если в греческом византийского периода антистих возникает естественным образом — в написании просто сохраняются различия, которые потеряли фонетическую значимость, но отражают происхождение слова — то на славянской почве противопоставления устанавливаются искусственно и используются для предупреждения разночтений. Иными словами, греческий антистих опирается на этимологию, а славянский — на семантику.
Изменяется при заимствовании и сфера действия этого принципа. В греческом с помощью антистиха дифференцировались только омофоны. Славяне последовательно употребляют его для различения:
- омофонов, например: мѷрно (от мѵро — «освящённое масло») — ми́рно (от миръ «мир, покой»);
- различных грамматических форм одного слова, например: пара о — ѡ участвует в противопоставлении форм единственного и множественного числа (о приписывается значение единственного, ѡ — множественного): вода — вѡды;
- слов с разными коннотациями в оппозициях «сакральное — профанное» или «святое — греховное», например: имена апостолов, святых и мучеников, благочестивых царей и князей заключаются под титло, а прочие имена пишутся целиком;
- цитат из авторитетных источников и апокрифов либо источников, которые пишущий считает ересью: первые заключаются в одинарные кавычки, вторые — в двойные.

Впервые такой свод правил получает обоснование в трактате Константина Костенечского «О письменах». Посредством этого трактата принцип антистиха попадает на Русь (как в Московскую, так и в Юго-Западную), где становится основным принципом кодификации церковно-славянского языка и получает дальнейшее развитие во многочисленных рукописных сочинениях по орфографии («Книга, глаголемая буквы граммотичного учения», «Сила существу книжного письма», «Сила существу книжного писания», «Сказание о книжной премудрости» и др.) Из них принцип антистиха переходит в печатные грамматики — грамматику Лаврентия Зизания, Мелетия Смотрицкого и др.